# Mecometopus wallacei
Mecometopus wallacei là một loài bọ cánh cứng trong họ Cerambycidae.